# Pseudoisidoriske dekretaler
Pseudoisidoriske dekretaler (Pseudo-Isidorus ; 'pseudo', "falsk") kaldes en samling kirkeretlige bestemmelser, som angives at være udgivet af en vis Isidor Mercator og som fik stor kirkehistorisk betydning.
Foruden de 50 såkaldte apostolske bestemmelser og adskillige afgørelser af græske, afrikanske og spanske synoder indeholder samlingen en række pavelige dekretaler, først 60, som tillægges paverne fra Clemens I (død omtrent 100) til Miltiades (død 314), alle falske; dernæst de pavelige dekretaler fra Sylvester (død 335) til Gregor II (død 731), deriblandt 35 falske.
Forfalskningen er sket for at hæve biskoppernes magt ved at gøre dem fri over for de verdslige domstole og ligeledes for metropolitternes magt ved at stille dem umiddelbart under pavestolen.
Samlingen fik stor betydning og tjente til at fremme udviklingen af gejstlighedens uafhængighed over for staten og særlig pavestolens voksende magt. Man kender ikke med bestemthed hverken stedet for deres opkomst eller forfatterens navn. De må være fremkommet mellem 847 og 852. Den første, der vides at have påberåbt sig dem, var ærkebiskop Hinkmar af Reims (død 882); og den første pave, der benyttede dem, var Nikolaus I (død 867).
Efter at enkelte havde tvivlet om deres ægthed − således Stefan af Tournai (død 1203) og Nikolaus fra Cusa (død 1464) − blev falskneriet påvist i de magdeburgske centurier (Centuriae magdeburgenses og af den reformerte præst David Blondel (død 1665) i Pseudoisidorus et Turrianus vapulantes fra 1628.